# パラテルル石
パラテルル石（パラテルルせき、paratellurite）は、鉱物（酸化鉱物）の一種。
結晶系は正方晶系。化学組成は TeO2（二酸化テルル）で、テルル石（斜方晶系）とは多形の関係にある。ルチルグループの鉱物。

## 産出地
日本では、静岡県の河津鉱山に産する。